# Двинянинов, Арнольд Валентинович
Арнольд Валентинович Двинянинов (23 марта 1937 — 19 марта 2021) — советский радионастройщик, Герой Социалистического Труда (1974).

## Биография
Арнольд Двинянинов родился 23 марта 1937 года в деревне Шура (ныне — Новоторъяльский район Марий Эл). Окончил среднюю школу и школу радистов при ДОСААФ. С сентября 1954 года работал на дрейфующей полярной станции. В 1956—1958 годах работал в совхозе в Восточно-Казахстанской области Казахской ССР. В 1958—1962 годах проходил службу в Советской Армии. Демобилизовавшись, переехал в Смоленск, где стал работать дежурным электриком на Смоленском заводе средств автоматики (ныне — завод «Аналитприбор»). За время своей работы освоил также специальности электромонтёра, радиомонтажника, слесаря-сборщика, радионастройщика.
Работая на заводе, Двинянинов многократно перевыполнял производственные планы. Семилетний план ему удалось выполнить на два года раньше поставленного срока. Восьмая пятилетка была им выполнена за 3 года и 4 месяца, девятая — за 2 года и 10 месяцев.
Указом Президиума Верховного Совета СССР от 3 января 1974 года за «выдающиеся успехи в выполнении и перевыполнении планов 1973 года и принятых социалистических обязательств» Арнольд Двинянинов был удостоен высокого звания Героя Социалистического Труда с вручением ордена Ленина и медали «Серп и Молот».
Позднее Двинянинов продолжал работать на заводе «Аналитприбор». В 1997 году вышел на пенсию.
Был также награждён орденами Трудового Красного Знамени и «Знак Почёта» (1974), рядом медалей.
Скончался 19 марта 2021 года. Похоронен на кладбище деревни Рай Смоленского района Смоленской области.